# Be What You Want To
Be What You Want To je album rock and rollového kytaristy Link Wraye z roku 1972. Na albu se podílelo mnoho hudebníků, například Jerry Garcia ze skupiny Grateful Dead.

## Seznam skladeb
- Všechny skladby napsal Link Wray, pokud není uvedeno jinak.

1. "Be What You Want To" - 5:57
2. "All Cried Out" (M.P.Curtis/M.Deborah) - 3:48
3. "Lawdy Miss Clawdy" (Lloyd Price) - 2:41
4. "Tucson, Arizona" - 4:18
5. "Riverbend" - 2:40
6. "You Walked By" - 3:17
7. "Walk Easy, Walk Slow" - 5:20
8. "All the Love in My Life" - 4:05
9. "You Really Got a Hold on Me" - 4:04
10. "Shine the Light" - 4:43
11. "Morning" - 2:02

## Sestava
- Link Wray - elektrická kytara, zpěv
- Jerry Garcia - kytara, pedal Steel
- Commander Cody - piáno, klávesy
- Lance Dickerson - bicí
- Andy Stein - housle
- Bobby Black - steel kytara
- David Bromberg - akustická a elektrická kytara
- Chris Michie - akustická a elektrická kytara, doprovodný zpěv
- Tom Salisbury - varhany, piáno, clavinet, doprovodný zpěv
- Peter Kaukonen - elektrická kytara
- John McFee - elektrická kytara
- Paul Barlow - baskytara
- Teressa Adams - violoncello
- Jules Broussard - altsaxofon, tenorsaxofon
- Jack Schroer - barytonsaxofon
- Greg Douglas - slide kytara
- Kip Maercklein - baskytara
- Rick Shlosser - bicí
- Tom Harrell - trubka
- Jules Rowell - pozoun
- Nathan Rubin - viola
- Bruce Steinberg - harmonika
- David Coffin - doprovodný zpěv
- Henry Coleman - doprovodný zpěv
- Keith Crossan - doprovodný zpěv
- Frank Demme - doprovodný zpěv
- Diane Earl - doprovodný zpěv
- Robert Frost - doprovodný zpěv
- Zeller Hurd - doprovodný zpěv
- Carl Johnson - doprovodný zpěv
- Thomas Jefferson Kaye - doprovodný zpěv
- Greg Kenney - doprovodný zpěv
- Barbara Mauritz - doprovodný zpěv
- Dorothy Morrison - doprovodný zpěv
- Ralph Payne - doprovodný zpěv